# Museo del Perro
El Museo del Perro es un museo ubicado en 101 Park Avenue en el barrio de Murray Hill en Manhattan, Nueva York. Entre las exhibiciones del museo se incluyen: perros en películas, perros de los presidentes, perros de guerra, perros de exploración. El museo alberga una de las colecciones más grandes relacionadas con los perros.

## Historia
El museo comenzó en 1982 con las donaciones de Frank Sabella, Marie Moore, Nancy-Carol Draper y la Westminster Kennel Foundation. La colección de arte permanente consiste en esculturas de bronce y de cerámica, y  de pinturas. El museo es operado por el American Kennel Club.
La exhibición de obras de arte del museo incluye a artistas como Edwin Landseer, Maud Earl y Arthur Wardle. Muchas de las obras de arte son del siglo XIX e inicios del siglo XX.
Una gran parte de las obras son de finales de la década de 1800, contando con poco arte abstracto o contemporáneo.

### Ubicaciones del museo
Las ubicaciones históricas del museo son;
- 1982: New York Life Building en 51 Madison Avenue.
- 1987: Queeny Park, al Oeste de San Luis, Misuri.
- 2017–presente: 101 Park Ave, Nueva York, NY 10178.[3]

## Exposiciones
Algunas de las exposiciones del museo incluyen:
- Mujeres y Perros en el arte del Siglo XX
- Mujeres y Perros en el arte[1]
- "Días caninos" de verano[2]